# Microphthalma virens
Microphthalma virens là một loài ruồi trong họ Tachinidae.